# Ayuda fantasma en Afganistán
La Ayuda fantasma en Afganistán 

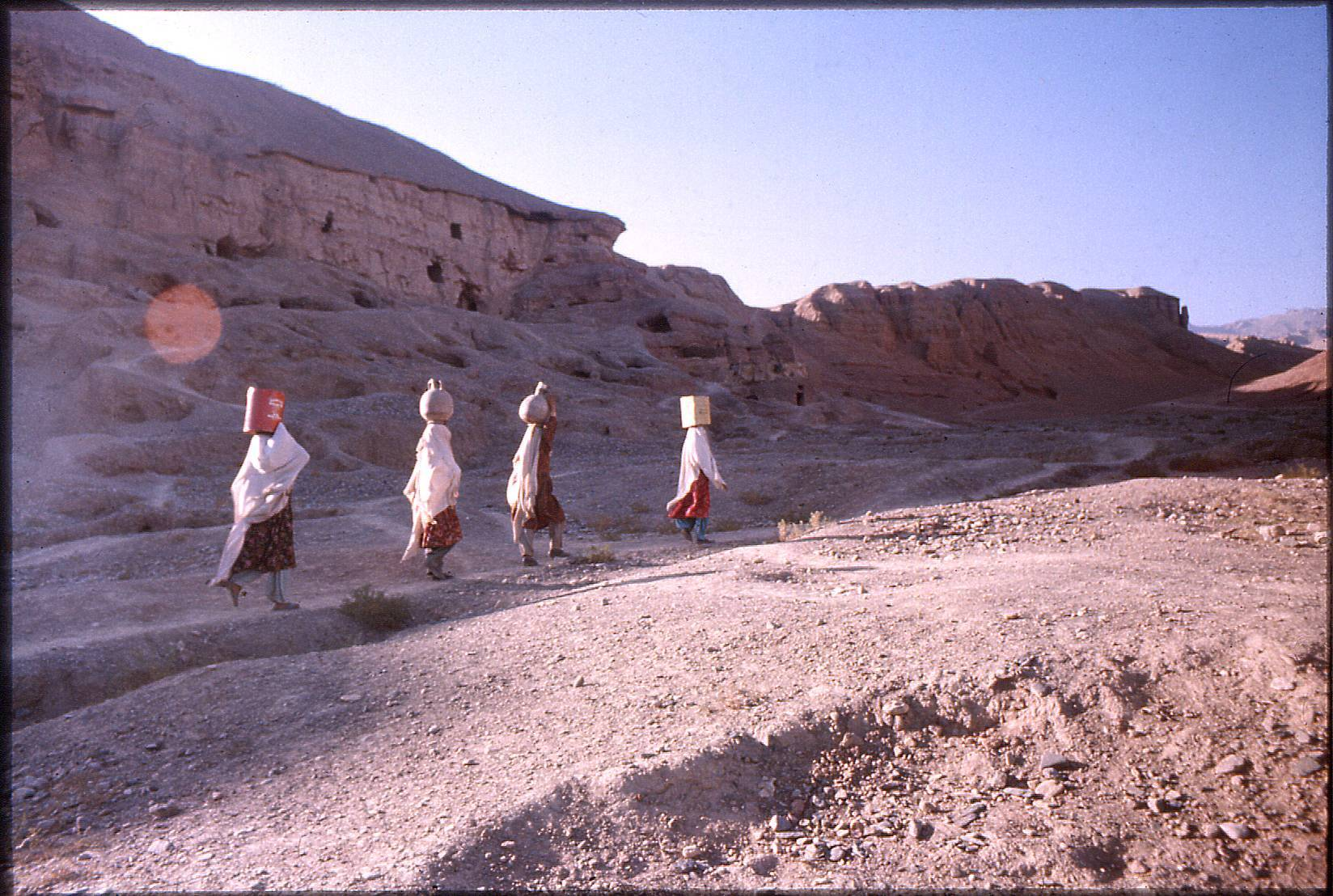
Mujeres en Bamiyán cargando agua en 1976

se refiere a la ayuda que nunca llega a los países destinatarios previstos. Es una ayuda que es saqueada de muchas maneras, como la ayuda condicionada y el gasto interno en materia de refugiados en los países donantes. Uno de los países afectados por la ayuda fantasma es Afganistán. Ha recibido aproximadamente 35 mil millones de dólares de ayuda internacional entre 2002 y 2009. Sin embargo, gran parte de esta ayuda no ha servido para aliviar la pobreza ni a mejorar las condiciones económicas y de vida, como se pretendía originalmente por las naciones que enviaron dinero a ese país.

## Afganistán
Afganistán es un país de bajos ingresos con un PIB per cápita de 507 dólares estadounidenses en 2019 según el Banco Mundial. El país ocupaba el puesto 182 con un índice de 0,462 en 2022 en el Índice de Desarrollo Humano (IDH). Dependía en gran medida de la ayuda exterior y la ayuda representaba más del 90 por ciento de los ingresos del presupuesto nacional. Muchos de los sectores del país están muy poco desarrollados. Las tasas de mortalidad infantil del país son altas: 103,6 los niveles de alfabetización son bajos: 18 por ciento. y los niveles de desempleo son altos: 35 por ciento.
En una serie de entrevistas realizadas por la oficina del Programa de Lecciones Aprendidas del Inspector General Especial para la Reconstrucción de Afganistán, un entrevistado estimó que el 40% de la ayuda estadounidense a Afganistán desde 2001 terminó en los bolsillos de funcionarios corruptos, señores de la guerra y criminales e insurgentes.

## Donantes
Los países donantes de Afganistán incluyen Estados Unidos y Canadá. La ayuda proporcionada según las directrices del Comité de Ayuda al Desarrollo de la Organización para la Cooperación y el Desarrollo Económicos se conoce como Ayuda oficial al desarrollo. Esta forma de ayuda debe ser llevada a cabo por el sector oficial del país donante, con la promoción del desarrollo económico y el bienestar como objetivo principal y condiciones financieras concesionales. La ayuda administrada fue inadecuada ya que no ha alcanzado la cantidad prometida inicialmente, el 0,7% del producto nacional bruto de los países donantes.
También existen problemas con el modo en que se utiliza la ayuda concedida. Una forma de ayuda fantasma es la ayuda condicionada o la ayuda condicionada. Esto sucede cuando la ayuda está vinculada a la compra de productos como armamentos. El gasto en asistencia técnica extranjera, los salarios inflados de los extranjeros para trabajar en Afganistán y los gastos de la oficina central en Estados Unidos son otros ejemplos de cómo se ha etiquetado erróneamente la ayuda. Los países donantes, al priorizar su reputación nacional sobre ayudar a Afganistán a superar sus desafíos de desarrollo y crecimiento, han construido “proyectos de impacto rápido” como carreteras y edificios baratos en el país receptor Estos usos intrascendentes de la ayuda han representado el 86 por ciento del total de la ayuda estadounidense.. Este también ha sido el caso del plan de ayuda de Canadá. El 60 por ciento de la ayuda canadiense se ha restringido a la compra de productos canadienses únicamente. Éste es un ejemplo de ayuda condicionada. Estas prácticas han provocado que los productos alimenticios de Canadá lleguen varios meses más tarde de lo habitual, lo que ha provocado una reducción de los precios de venta para los agricultores locales.
Las empresas privadas de los países donantes han estado saqueando gran parte de la ayuda. Esto ha resultado en un mal uso de entre el 35 y el 40 por ciento del total de la ayuda internacional. Un expatriado afgano-estadounidense que ha trabajado con contratistas extranjeros en Afganistán dijo: "Las empresas internacionales son más corruptas que las locales porque están aquí por un corto plazo, están exentas de impuestos, obtienen ganancias y se van". El dictado de instituciones extranjeras, como el Banco Mundial, el FMI y el PNUD, y de los países donantes sobre cómo se debe gastar la ayuda ha llevado al gobierno afgano democráticamente elegido a perder el control sobre la distribución de la ayuda.
Por su parte la Unión Europea gastó más de 17.000 millones de euros (otros estiman 40.000 millones) en entrenamiento militar, capacidades logísticas y ayuda humanitaria y sin contar con lo invertido en la propia guerra, muestra una desidia de las autoridades europeas, parece más que el apoyo y el confiar en el plan y dirección estadounidense de la guerra fue la estrategia seguida y como fracasó la primera, el apoyo de Europa fue igualmente un fracaso rotundo en la guerra.

## Consecuencias
La economía o el nivel de vida de Afganistán no han mejorado a pesar de que los países donantes afirmaban que habían invertido considerables donaciones e inversiones en Afganistán. Por ejemplo, la situación sanitaria del país siguió siendo un grave problema de pobreza y experimentó una caída en el gasto anual en salud desde 2005. Los largos plazos para la llegada de productos alimenticios de Canadá han sido perjudiciales para la economía del país, ya que la agricultura constituye el 31,6 por ciento del PIB total. Como informó Norah Niland, representante del Alto Comisionado de las Naciones Unidas para los Derechos Humanos en Afganistán, "el patrocinio, la corrupción, la impunidad y el énfasis excesivo en objetivos a corto plazo en lugar de un desarrollo específico a largo plazo estuvieron exacerbando una situación de extrema pobreza".